# 狐の嫁入り行列

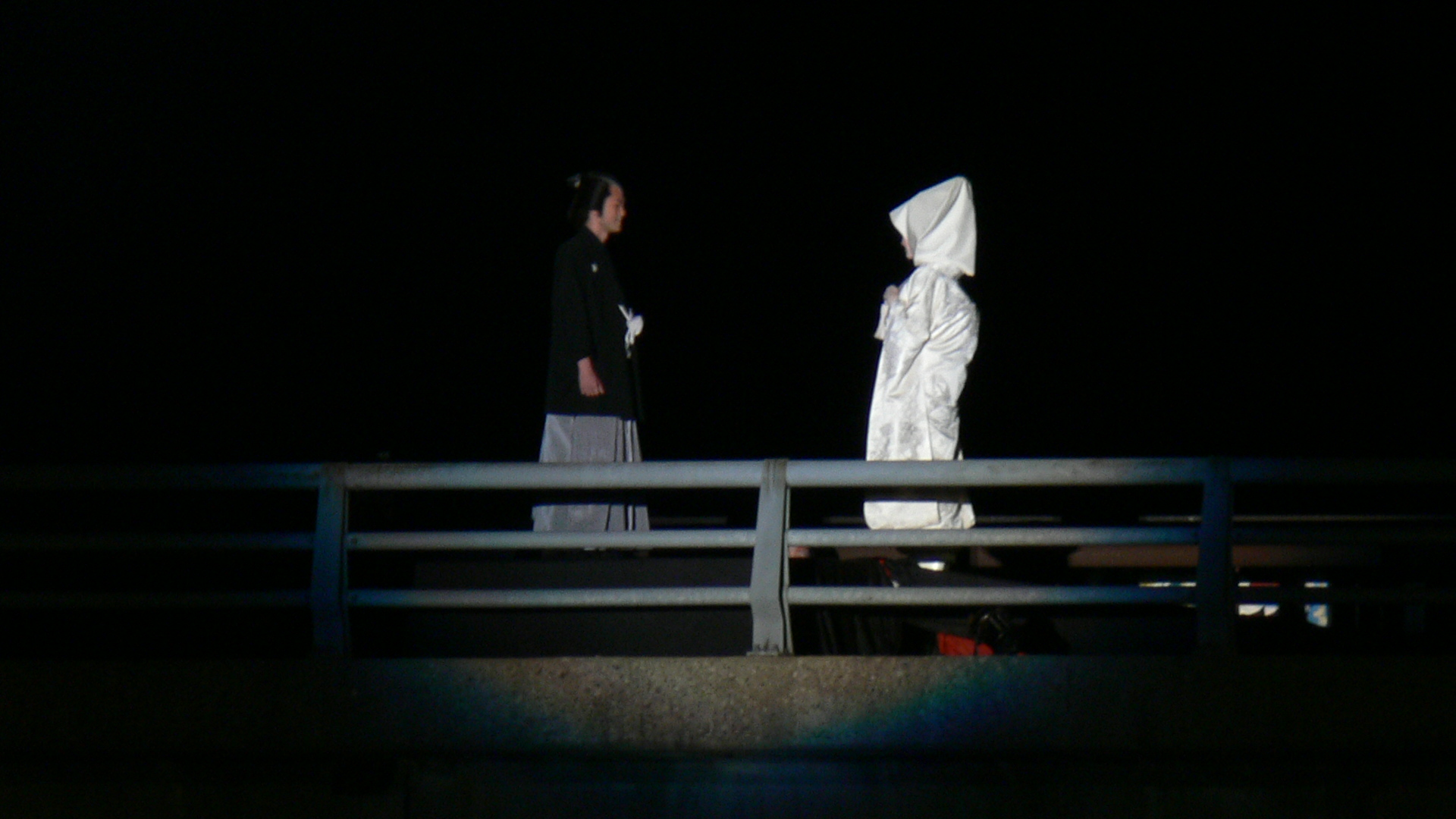
つがわ 狐の嫁入り行列

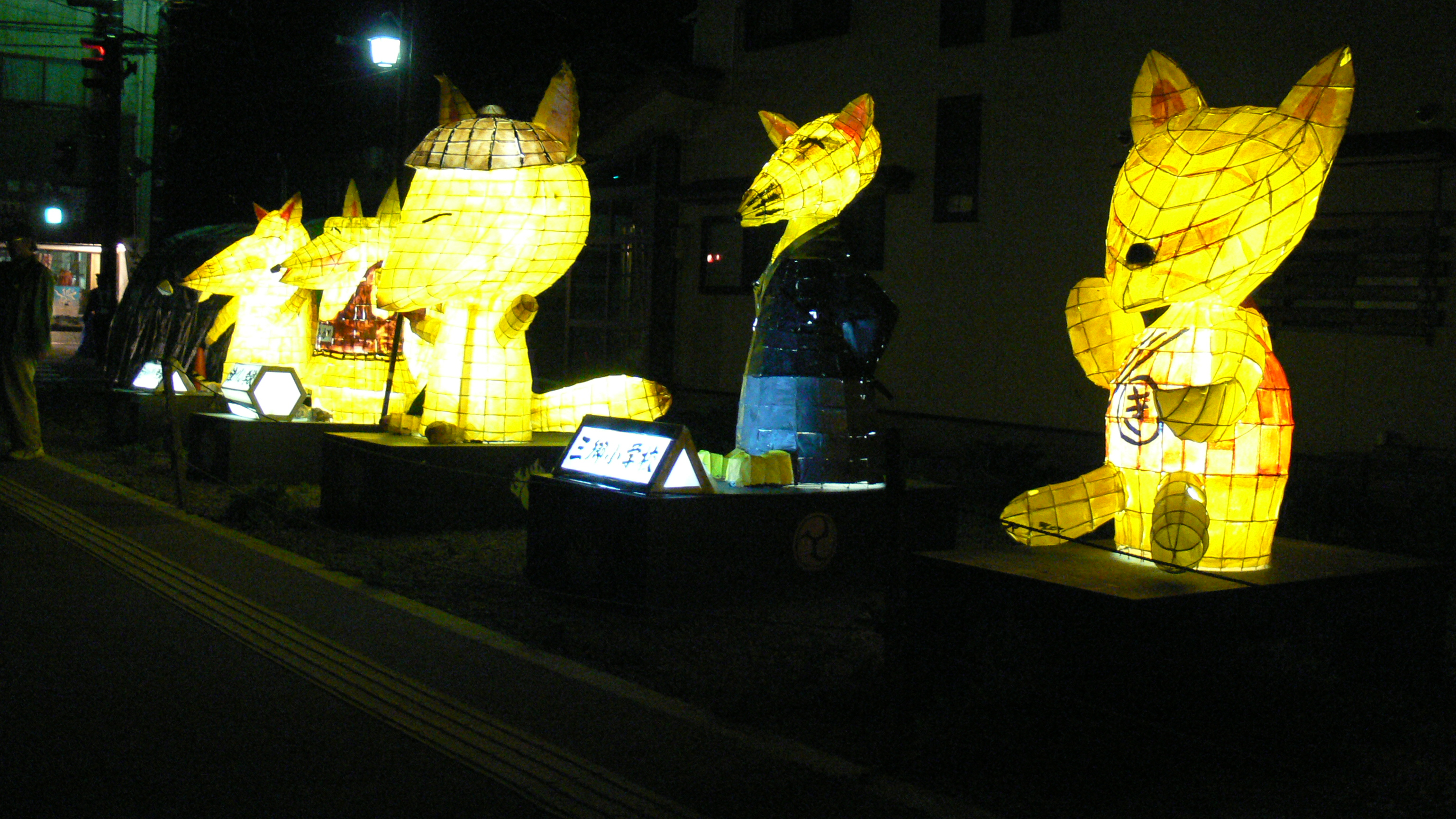
つがわ 狐の嫁入り行列 沿道

狐の嫁入り行列（きつねのよめいりぎょうれつ）は、新潟県東蒲原郡阿賀町津川地区で毎年5月3日に開催される祭である。

## 背景
津川地区のシンボルとして聳え立つ麒麟山にはかつて狐が住んでおり、戦国時代には「津川城」がおかれていたが、「狐戻城」（あまりの険しさに狐も登る事を諦め戻ってしまう程の意）とも呼ばれる程の険しい山であった。この山には古くから狐火（鬼火）と呼ばれる光が見られた。現在はほとんど見られなくなったが、津川の狐火は出現率が世界一とも言われ、麒麟山及び狐火にまつわる数多くの話がある。
この中で「狐の嫁入り行列」という言い伝えがあった。かつてこの地域の「嫁入り」は夕方から夜にかけて行われたため、提灯を下げて嫁入り先に行列していった。この行列が麒麟山の峠を越えていく際に、堤灯の明りと狐火が平行して見えたりしたことからこの言い伝えが生まれた。
こうした言い伝えや民話を下地とし、1989年に新潟県が企画した「デスティネーションキャンペーン」（JR東日本とタイアップし、新潟県内のある地域を取りあげ、その地域の祭り及びイベントを関東圏のJR駅でPRするキャンペーン）に乗って1990年5月3日に第1回が開催された。以降、その幻想的な祭の構成に注目が集まり、現在では津川地区の人口5,000人に対し、5万人にも及ぶ観光客が訪れるようになっている。

## 受賞歴
- 1991年 - 財団法人地域活性化センター 「優良賞｣
- 1993年 - 新潟県異業種交流センター地域活性化大賞 「優秀賞」
- 1995年 - 財団法人サントリー文化財団 「地域文化賞」
- 2001年 - 財団法人地域活性化センター地域活性化大賞 「BEST賞」
- 2002年 - 新潟日報社 「新潟日報文化賞」
- 2004年 - 財団法人地域活性化センター 第8回ふるさとイベント大賞「優秀賞」

## 運行概要
江戸時代の嫁入りを再現したもので、夕刻津川地区の住吉神社を出発点とし、狐に扮した花嫁と仲人及びお供合わせて108人の行列が町内を通る会津街道を練り歩く。ユニークな狐の動作を織り交ぜながら歩き、行列が小休止の際には、保育園児が扮した子狐によるお祝いの踊りが繰り広げられる。
やがて行列が麒麟山麓の常浪川に掛かる城山橋に到着すると、橋の上で花嫁と花婿が出会う。花婿を迎えた行列は、川の中に特設された水上ステージにて結婚式・披露宴を執り行う。披露宴が終了すると、花嫁と花婿は渡し舟に乗って川を渡る。やがて霞がかった麒麟山に二人が消え、山には狐火が灯ってゆく。

## 風景
第1回目は狐のお面をつけて行列を行ったが、特に日没後は歩きにくかったため、第2回目以降は参加者に狐の顔を模ったメイクを施し、行列を運行することになった。このメイクは当日、行列本体以外の観光客にも狐のメイクが施される。また、津川駅の駅員や津川インターチェンジの料金所職員、果ては祭警備にあたる警察官・機動隊員にまでメイクが施され、町内中が狐顔に染まる。

## 施設

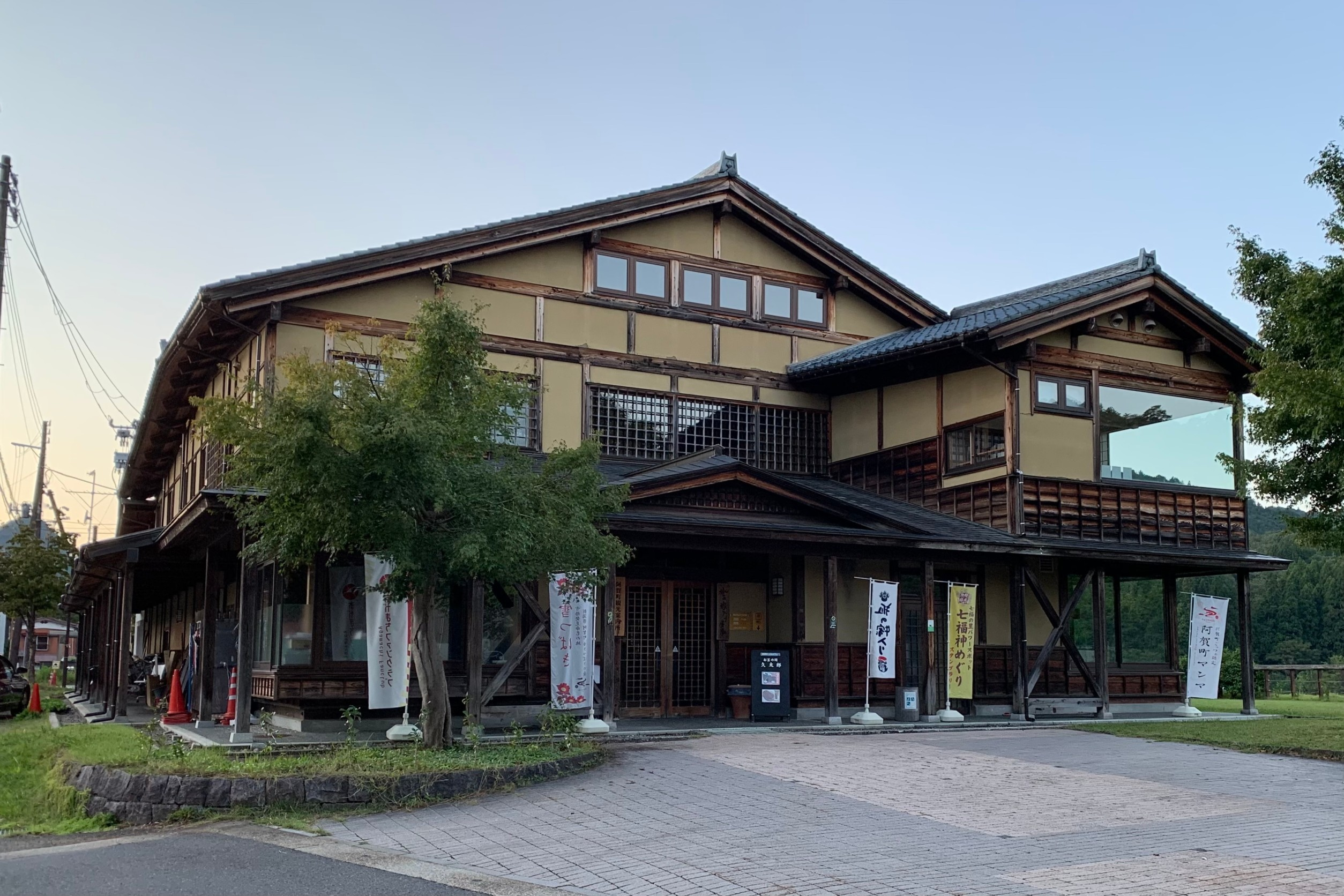
狐の嫁入り屋敷

祭に関連した資料展示や体験を行う施設「狐の嫁入り屋敷」が津川市街地に整備されている。

## 類似の祭り一覧
化粧や仮面、衣装の一部で動物を表現する祭り、獅子舞は本項目の対象外。
- 東北
  - 8月上旬：飯田川鷺舞祭り（秋田県潟上市、鷺）
- 北関東
  - 10月上旬：狐の嫁入り行列（群馬県高崎市、狐）
- 南関東
  - 11月3日：白鷺の舞@東京時代祭（東京都台東区、鷺）
  - 大晦日深夜〜元旦未明：狐の行列（東京都北区、狐）
- 中部
  - 7月下旬：猫おどり（静岡県田方郡函南町、猫）
  - 8月15日：徳山の盆踊りと鹿ん舞（静岡県榛原郡川根本町、鹿）
  - 10月中旬：狐火まつり（岐阜県飛騨市、狐）
  - 10月中旬：狸の婿入り行列（新潟県新潟市南区、狸）
- 関西
  - 7月中旬：鷺舞祇園祭（京都府京都市東山区、鷺）
- 中国
  - 7月中旬：鷺舞（島根県鹿足郡津和野町、鷺）
  - 7月中旬：鷺舞（山口県山口市、鷺）
  - 11月3日：稲穂祭り（山口県下松市、狐）
- 四国
  - 4月17日：八つ鹿踊り（愛媛県西予市、鹿）
  - 10月29日：八ツ鹿踊り（愛媛県宇和島市、鹿）
- 九州
  - 8月中旬：姫島盆踊り（大分県東国東郡姫島村、狐、狸）